# Bergstraße (Hamburg)

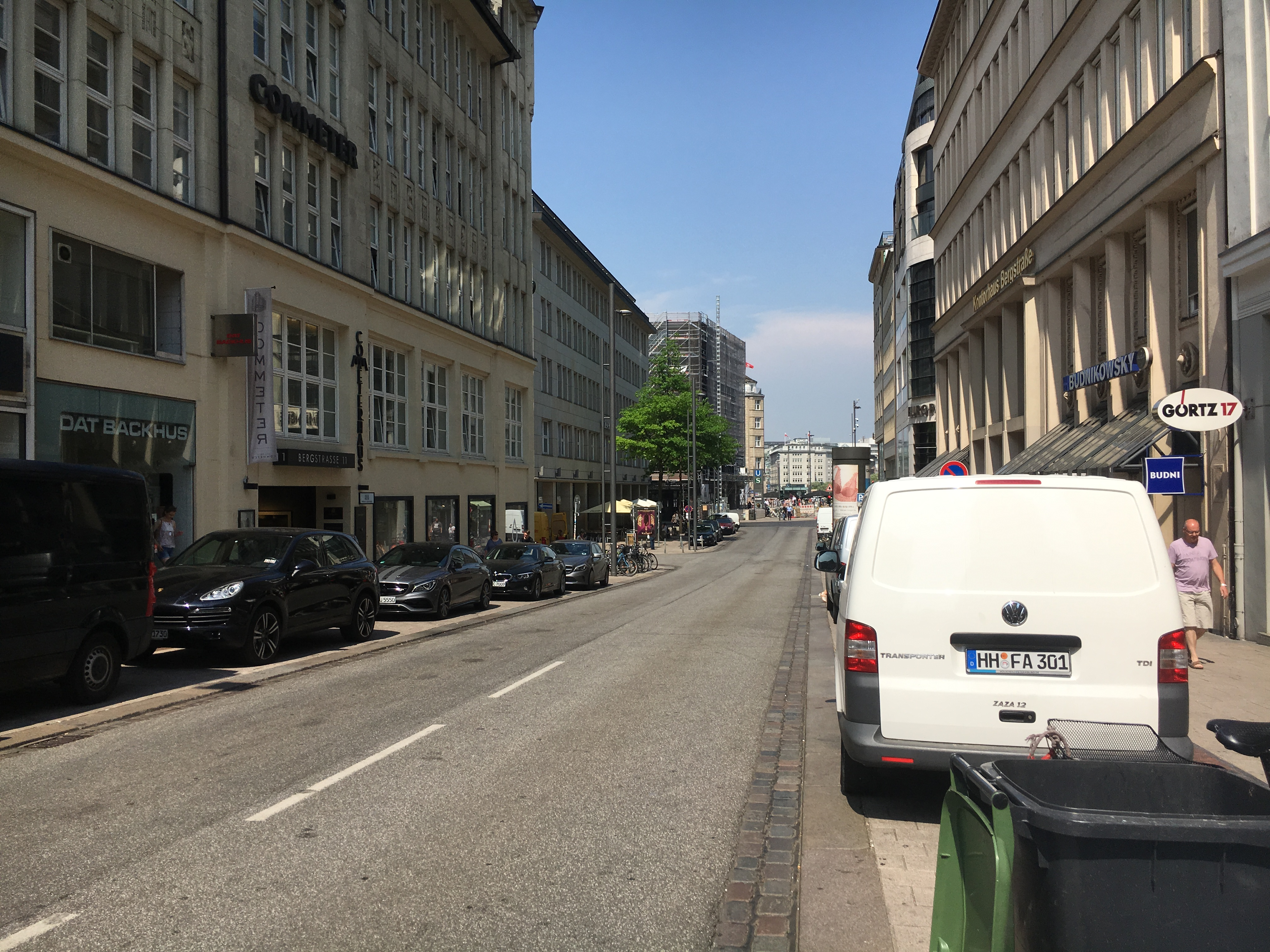
Bergstraße in Richtung Jungfernstieg

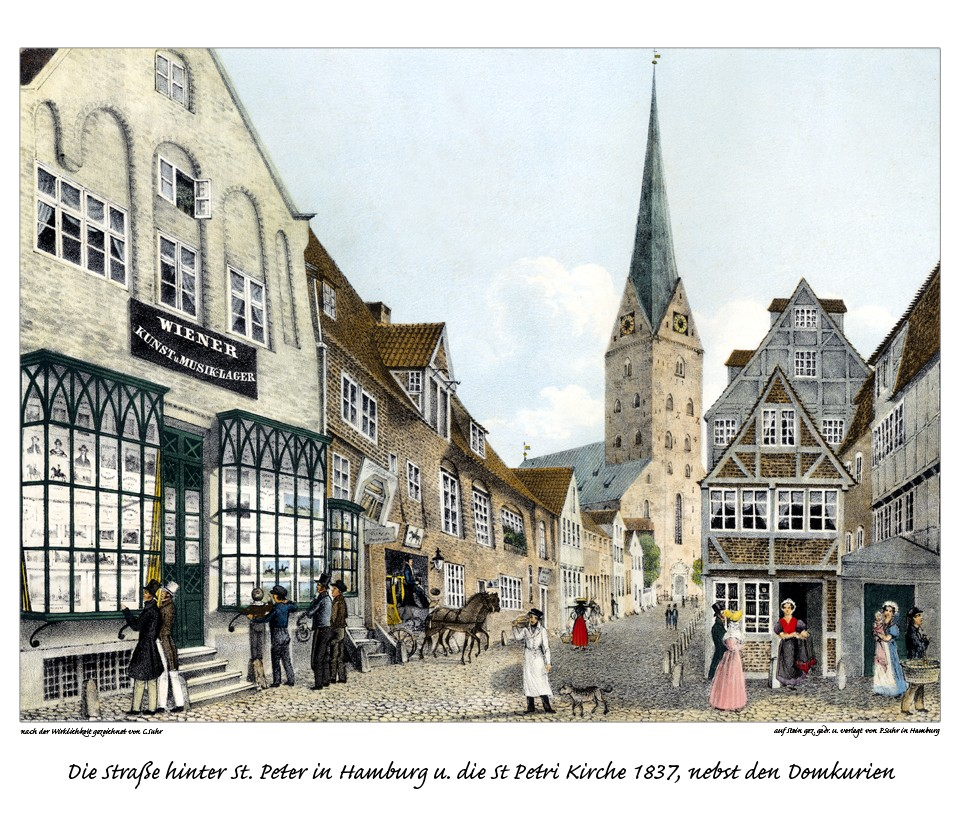
Die Straße Hinter St. Peter im Jahre 1837, Blick von der Alster auf die St. Petri-Kirche, Lithografie der Gebrüder Suhr

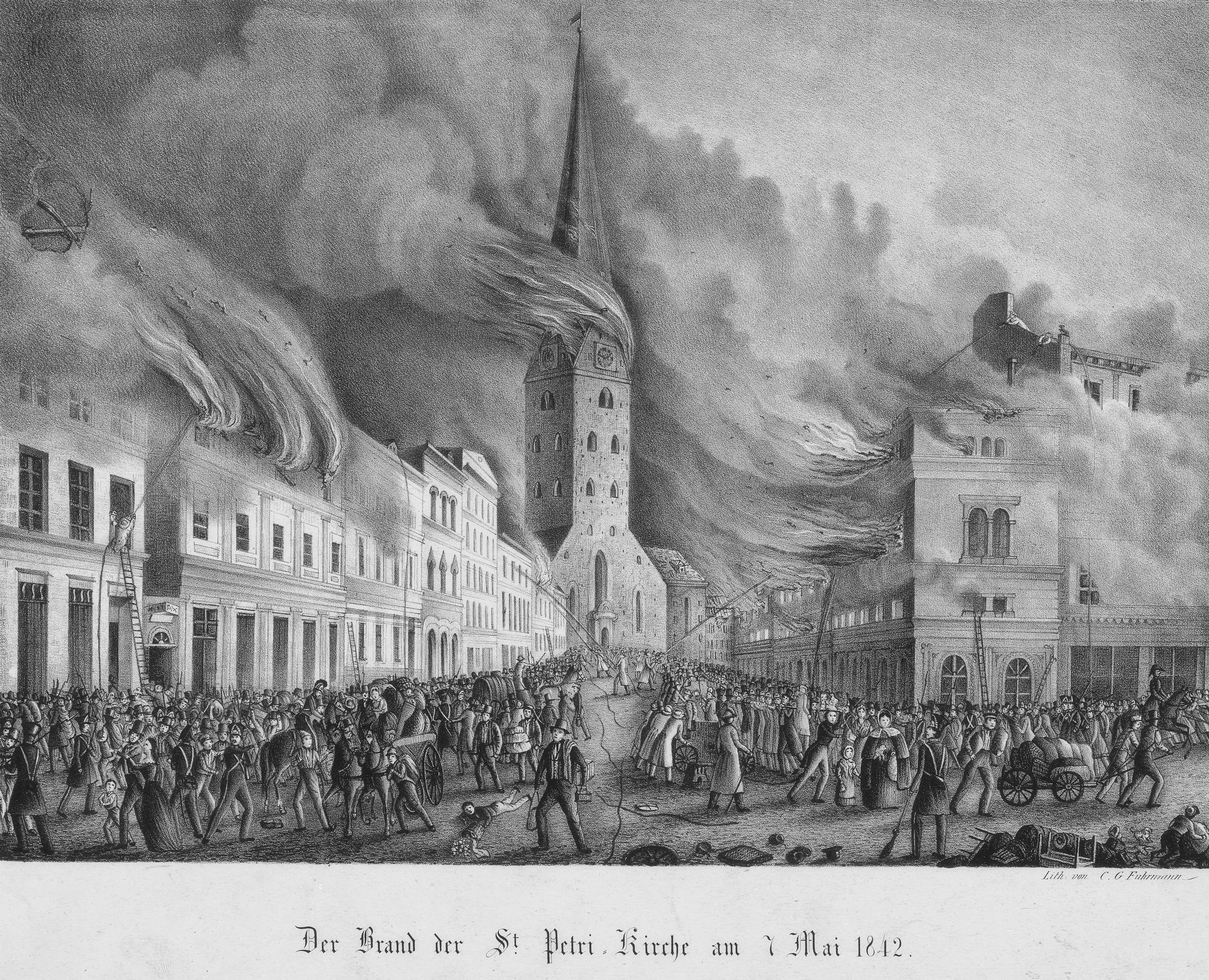
Bergstraße beim Großen Brand am 7. Mai 1842

Die Bergstraße in der Hamburger Altstadt ist eine der ältesten Straßen Hamburgs. Sie liegt zwischen der Hauptkirche Sankt Petri in der Mönckebergstraße und dem Jungfernstieg. Bis 1838 hieß die Bergstraße Hinter St. Peter. Die Bergstraße ist eine Geschäftsstraße. sie gehört zum Hauptverkehrsstraßennetz von Hamburg und trägt die amtliche Schlüsselnummer B270.

## Der Berg
Ihren Namen trägt die Bergstraße seit dem 19. Jahrhundert nach dem im Mittelalter zentral geschaffenen Platz Hamburgs, dem Berg. Dieser befand sich zwischen der Großen Johannisstraße und dem Speersort. Der Platz wurde nach dem Hamburger Brand im Jahr 1842 nicht wieder angelegt. Erstmals urkundliche Erwähnung fand der Platz im Jahr 1248. Er diente Hamburg als Marktplatz, gleichzeitig war er Versammlungsort und Gerichtsstätte.

## Kulturdenkmäler
- Bergstraße 7: Haus Glass, erbaut 1911 von Fritz Höger
- Bergstraße 11: Commeterhaus, erbaut 1907/8 von Grell/Radel/Jacobsen
- Bergstraße 28: ehemaliges Haus Vaterland / heute Europa Passage